# Мехди Гайеди
Мехди Гайеди (на персийски: مهدی قایدی‎, роден на 5 декември 1998 г. в Бушер, Иран) е ирански футболист. Играе като крило и нападател за Ал Итихад Калба и Националния отбор на Иран.

## Постижения

### Отборни
Естеглал Техеран
- Купа Хазфи – 2017/18
- Суперкупа на Иран – 2023

### Индивидуални
- Най-много подавания в Иранската лига: 2019/20
- Най-добър млад играч на годината в Иранската лига: 2020[2]